# Batalla de Bañón
La batalla de Bañón fou un dels episodis de la primera guerra carlina.

## Antecedents
A Morella, Rafael Ram de Viu Pueyo va proclamar rei a Carles V el 13 de novembre, però evacuà la vila 9 de desembre en direcció a Calanda on foren interceptats. Ram de Viu però fou reconegut i capturat el 27 de desembre a Manzanera, jutjat i afusellat a Terol el 12 de gener de 1834. Manuel Carnicer va assumir la prefectura militar de l'exèrcit carlí al Baix Aragó i el Maestrat, i intentà unir les seves forces amb les que operaven al Principat i estendre la revolta a la vall del Segre i l'Urgell, però va patir una severa derrota prop de Maials. Carnicer va rebre instruccions d'anar a la Caserna Reial del Pretendent Carles Maria Isidre de Borbó per a rebre grau i ordres, havent deixat el coronel Ramon Cabrera el comandament interí de les seves tropes, i en ser detingut pels cristins a Miranda de Ebro fou afusellat allí mateix el 6 d'abril del 1835, i Cabrera prengué el comandament dels carlins al Maestrat.
En previsió de la campanya d'hivern, Cabrera va ordenar al Serrador atacar la província de Conca i a Joaquín Quilez la de Terol, i en conèixer Francisco Valdés estant a Daroca, que Quilez estava a Bañón amb 1500 homes i 200 genets, va anar al seu encontre, en creure que el Serrador, que estava a Mora de Rubielos i Cabrera a Cantavella no el podrien auxiliar.

## Batalla
Francisco Valdés va trobar Joaquín Quilez a Bañón el 31 de maig de 1836, i els carlins, en veure els liberals van fugir, trobant-se amb la columna d'infanteria de Felix Combé, però també van poder escapar.
El Serrador, amb 3.000 infants i 200 genets, i Ramon Cabrera, en contra del que havia cregut Valdés, aquell mateix matí s'havien de reunir amb Quilez, la fugida d'aquest era un esquer per atraure als liberals, que un cop arribats la resta dels carlins, foren derrotats.

## Conseqüències
Els carlins van capturar 500 presoners i nombroses armes, a banda de recuperar els bagatge abandonat en la fugida.
Fou derrotat a Soneixa després de cremar-la en juliol de 1836, a mitjans de juliol, mentre Francesc Tallada i Forcadell estava a la província de Conca, Joaquín Quilez es va dirigir per València a Almansa i Albacete, i al seu retorn fou vençut el 4 d'agost a la batalla de Fortanet el 4 d'agost pel general Soria.
El general carlí Miguel Gómez Damas, que havia pres Oviedo, sortí en expedició per prendre Madrid, i es dirigí a l'encontre de Ramon Cabrera per unir les seves forces, que incloïen al Serrador i Quilez en l'intent, disposant d'un total d'onze batallons d'infanteria. Arribaren el 16 de setembre de 1836 i el 19 a Villarrobledo. Isidro Alaix, que coneixia tots els moviments del general carlí, malgrat disposar de forces inferiors a les de l'enemic, sortí al seu encontre, derrotant-lo a la batalla de Villarrobledo, i abandonant la idea d'atacar Madrid, però en una acció d'audàcia dirigida per Cabrera, es conquerí la ciutat de Còrdova. Arribats a Extremadura, les diferències amb Gómez i la presa cristina de Cantavella van fer que aquest l'obligués a abandonar-la amb una petita escorta, això si, quedant-se Gómez amb tots els batallons de Cabrera.